# محمد بوتشي
محمد أحمد عبد الله مهدي المعروف بلقب بوتشي (ولد في أبين، اليمن) لاعب كرة قدم يمني يجيد اللعب في مركز الجناح الأيسر. يلعب حاليا لصالح فحمان اليمني منذ 2023.

## المسيرة الرياضية

### الأندية
في 4 أغسطس 2023 انتقل بوتشي من فحمان اليمني إلى الحالة البحريني في صفقة انتقال حر.
في 30 أغسطس 2023 أفادت مصادر رياضية يمنية أن بوتشي فسخ عقده وبالتراضي مع نادي الحالة البحريني.